# Емілья (Лодзинське воєводство)
Емілья (пол. Emilia) — село в Польщі, у гміні Зґеж Зґерського повіту Лодзинського воєводства.
Населення — 375 осіб (2011).

## Демографія
Демографічна структура станом на 31 березня 2011 року:
|          | Загалом | Допрацездатний вік | Працездатний вік | Постпрацездатний вік |
| -------- | ------- | ------------------ | ---------------- | -------------------- |
| Чоловіки | 192     | 48                 | 129              | 15                   |
| Жінки    | 183     | 35                 | 108              | 40                   |
| Разом    | 375     | 83                 | 237              | 55                   |